# Dariush Shayegan
Dariush Shayegan (persa: داریوش شایگان) (Teheran, 24 de gener de 1935 – 22 de març de 2018) va ser un escriptor, filòsof i teòric cultural iranià. Va estudiar a la Universitat de la Sorbona, a París, i va ser professor de sànscrit i religions de l'Índia a la Universitat de Teheran. Destaquen els seus treballs pioners sobre misticisme persa i poesia mística. Va ser director fundador del Centre iranià per a l'Estudi de les Civilitzacions, que advocava pel diàleg entre civilitzacions. Se'l considerà un dels intel·lectuals més importants de la seva època a l'Iran.